# Kodjovi Obilalé
Kodjovi Dodji Obilalé (Lomé, 8 ottobre 1984) è un ex calciatore togolese, di ruolo portiere.

## Carriera

### Club
Obilale inizia la sua carriera nelle giovanili del Lorient. Dopo un solo anno torna in Togo firmando un contratto con l'Étoile Filante de Lomé, dove gioca tre anni. Nel luglio 2006 torna in Francia al CS Quéven, in cui gioca per 56 partite in due anni, quindi lascia il club nell'estate 2008 per passare al GSI Pontivy, squadra della quarta serie del campionato francese.

### Nazionale
Come portiere della nazionale togolese, ha partecipato alla Coppa d'Africa 2006, e alla Coppa d'Africa 2010. L'8 gennaio 2010, durante un attacco da parte dei guerriglieri del FLEC (Fronte Liberazione Enclave Cabinda), viene ferito e successivamente trasportato all'ospedale di Johannesburg per essere operato. A causa delle ferite riportate è stato costretto al ritiro dall'attività agonistica.
Nell'estate del 2006 ha preso parte al mondiale tedesco, come terzo portiere dietro a Kossi Agassa e a Ouro-Nimini Tchagnirou.